# Président (Markenname)
Unter der Marke Président vertreibt der Lebensmittelhersteller Lactalis seit 1968 Milchprodukte. Sie wurde von André Besnier kreiert.

## Geschichte
- Die Marke Président wurde 1968 von Michel Besnier erdacht, einem Milchmann, der bereits über einen recht hohen Bekanntheitsgrad verfügte. Besnier sagte, laut der offiziellen Website von Lactalis: "Frankreich ist das Land der Präsidenten, jeder ist Präsident! Vom Angelverein, von den Boulisten, von den Veteranen."[1]
- 1968: Markteinführung des Président Camembert.
- 1972: Markteinführung des Président Coulommiers.
- 1972: Markteinführung der Président Butter.
- 1975: Markteinführung des Président Brie.
- 1981: Markteinführung des Président Brie in Spitzenform.
- 1991: Markteinführung des Président Emmentaler-Sortiments.
- 1993: Président verkauft den milliardsten Camembert.
- 1995: Markteinführung der Marke Président in Deutschland und den Vereinigten Staaten
- 1997: Verpackung aus nicht zerreißbarem Papier eingeführt.
- 1997: Markteinführung des Président Carré 500 g.
- 1999: Markteinführung des fettreduzierten Président Brie.
- 1999: Markteinführung der salzhaltigen La Motte-Butter.
- 2003: Markteinführung des Président Mozzarella.

Alle Brie-Varianten der Marke Président werden von der auf diesen Käse spezialisierten Fromagerie Marcillat in Corcieux in den ostfranzösischen Vogesen hergestellt, die seit 1996 ein Tochterunternehmen von Lactalis ist.